# Einsatzgruppen-Meldungen

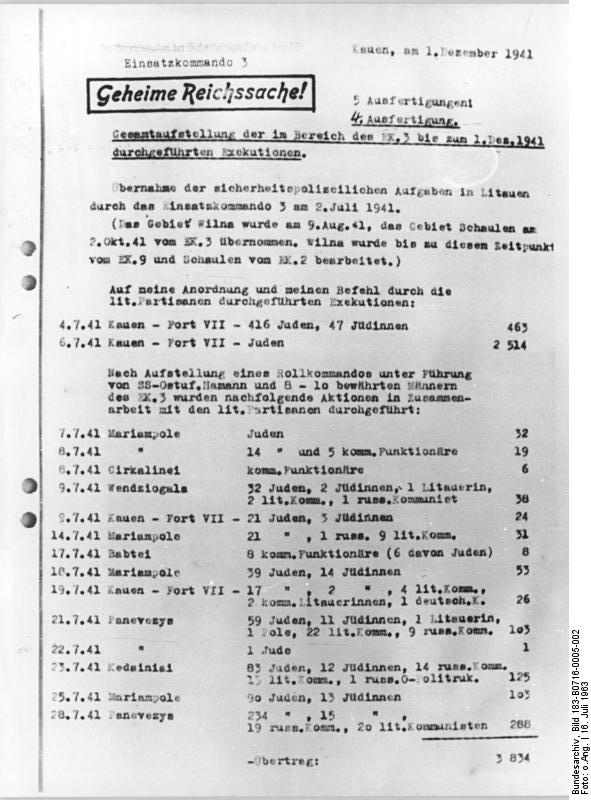
Der sogenannte „Jäger-Bericht“ vom 1. Dezember 1941, S. 1 von 9.

Als Einsatzgruppen-Meldungen werden Berichte und Meldungen der Einsatzgruppen der Sicherheitspolizei und des SD bezeichnet, die von deren Kommandeuren zwischen 1941 und 1943 aus den besetzten Gebieten der Sowjetunion an das Reichssicherheitshauptamt (RSHA) abgegeben wurden. Im RSHA wurden die Meldungen redigiert und in regelmäßigen Abständen als Berichte innerhalb des RSHA und an hohe Amtsträger in NSDAP, Wehrmacht und Reichsregierung weitergegeben. Die Einsatzgruppen-Meldungen wurden zur juristischen Aufarbeitung der NS-Verbrechen genutzt und bilden heute noch eine wichtige Quelle zur Erforschung von Holocaust und Kriegsverbrechen in der besetzten Sowjetunion.

## Zuordnung
Mit dem Begriff „Einsatzgruppen-Meldungen“ werden folgende Berichtsreihen und Dokumente bezeichnet:
- Ereignismeldungen UdSSR, von denen 195 zwischen Juni 1941 und April 1942 erfolgten. Bis auf eine Meldung blieben alle erhalten.[2]
- Tätigkeits- und Lageberichte der Einsatzgruppen der Sicherheitspolizei und des SD in der UdSSR, die im gleichen Zeitraum wie die Ereignismeldungen UdSSR abgegeben wurden, aber in längeren Zeitabständen. Diese Berichte haben eher summarischen Charakter und behandeln oft die gleichen Taten wie die Ereignismeldungen.[2]
- Meldungen aus den besetzten Ostgebieten, welche die Ereignismeldungen UdSSR als regelmäßige Berichte ablösten. Diese Meldungen beinhalten im Vergleich zu den Ereignismeldungen UdSSR weniger direkte Aussagen zum Mord an den Juden, dafür mehr Details zur Partisanenbekämpfung.[2]

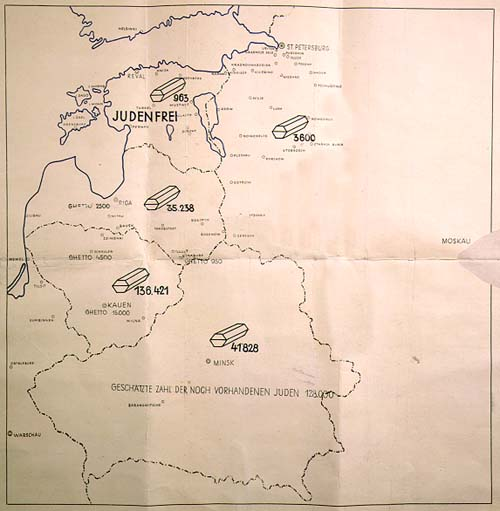
Anhang zum zweiten Bericht von Stahlecker an Heydrich vom 31. Januar 1942.

- Drei Berichte: zwei Berichte von Walter Stahlecker, der erste aus dem Oktober 1941 und der zweite vom Januar 1942.[3] sowie der Bericht von Karl Jäger aus dem Dezember 1941,[4] der sogenannte Jäger-Bericht.

Diese Berichte wurden im Zeitraum von Juni 1941 bis Mai 1943 von den Stäben der Einsatzgruppen per Funk und Kurier nach Berlin an das RSHA gemeldet. Sie enthielten detaillierte Angaben zu den Zahlen ermordeter Juden und anderer Sowjetbürger, zu Tatorten und beteiligten Einheiten. Die Berichte unterlagen der Geheimhaltung, die meisten trugen den Vermerk „Geheime Reichssache“. Sie wurden in zweistelliger Anzahl kopiert und dann in nummerierten Exemplaren weitergegeben. Der Verteiler umfasste Empfänger in Dienststellen des RSHA sowie in hohen Ämtern in NSDAP, Reichsregierung und Militär. Selbst in den Einsatzgruppen war die Zahl der Personen mit Zugang zu diesen Berichten und deren Übertragung begrenzt, so hatten in der Einsatzgruppe D nur drei Offiziere und ein Funker Zugang zu den eigenen Meldungen.

## Fund und Überlieferung (nach 1945)

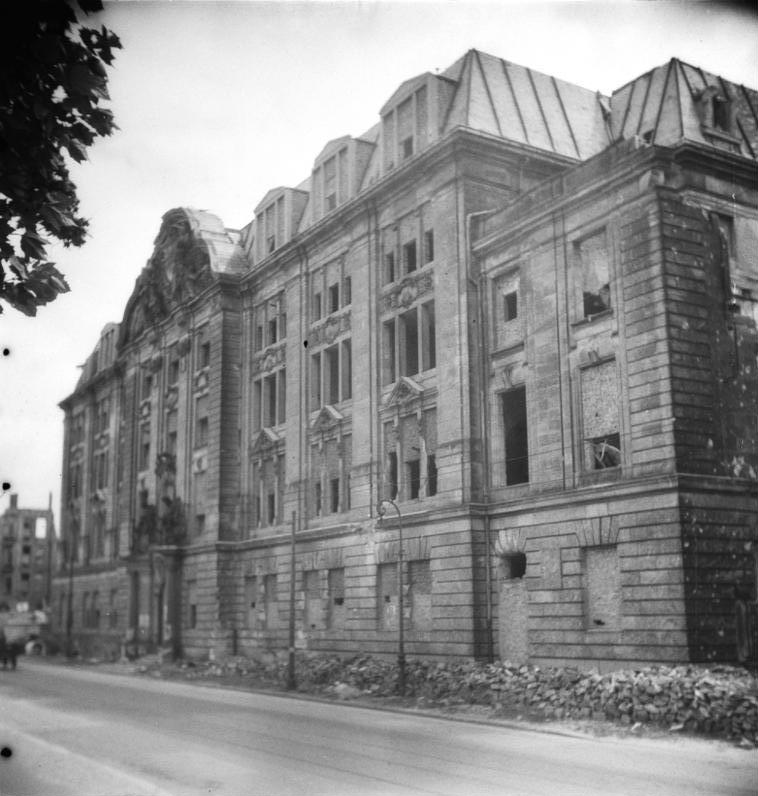
Zerstörtes Gestapo-Hauptquartier (Juni 1949), Fundort der Einsatzgruppen-Meldungen

Die amerikanische Einheit 6889th BDC (Berlin Document Center) stellte in Berlin ab 1945 auf Befehl von General Lucius D. Clay Akten der Reichs- und NS-Behörden sicher. Hauptaufgabe war die Versorgung der Viermächteverwaltung mit benötigten administrativen Unterlagen. Der Fokus auf die Dokumentation und Verfolgung von NS-Verbrechen entwickelte sich erst sukzessive mit der Abgabe von Verwaltungsunterlagen an bizonale und dann deutsche Behörden. Die 6889th BDC bildete damit den Ursprung des Berlin Document Center. Am 3. September 1945 stellte die 6889th BDC im vierten Stockwerk des Hauptquartiers der Gestapo in der Berliner Prinz-Albrecht-Straße (heute Topographie des Terrors) zwei Tonnen an Unterlagen sicher. Die Unterlagen enthielten unter anderem 578 Aktenordner aus Beständen des RSHA und der Gestapo. In zwölf der Aktenordner (Nr. E316 und E325–E335) befand sich ein fast kompletter Satz der Ereignismeldungen UdSSR und der Meldungen aus den besetzten Ostgebieten.
Diese Einsatzgruppen-Meldungen befanden sich von da an zwar im Besitz der Amerikaner, doch entdeckt wurden sie erst ein gutes Jahr später: Ende 1945 befanden sich an verschiedenen Orten der Document-Center-Einheiten in der amerikanischen Zone mehr als 1600 Tonnen Unterlagen, nach Schätzung von Benjamin Ferencz hatte allein das Berliner BDC acht bis neun Millionen sichergestellte Dokumente in Verwahrung. Die Sichtung der Akten schritt nur langsam voran. Daher waren dieser Teil der Einsatzgruppen-Meldungen der Anklage im Nürnberger Hauptkriegsverbrecherprozess noch nicht bekannt und dort kein Beweismittel. Einige andere Einsatzgruppen-Meldungen waren von den Sowjets erbeutet worden und wurden schon im Nürnberger Prozess gegen die Hauptkriegsverbrecher verwendet.